# Merced County
Merced County je okres ve státě Kalifornie v USA. K roku 2010 zde žilo 255 793 obyvatel. Správním městem okresu je Merced. Celková rozloha okresu činí 5 107,1 km².

## Sousední okresy
| Růžice kompasu |                    | Stanislaus County | Tuolumne County | Růžice kompasu |
| Růžice kompasu | Santa Clara County | Sever             | Mariposa County | Růžice kompasu |
| Růžice kompasu | Santa Clara County | Merced County     | Mariposa County | Růžice kompasu |
| Růžice kompasu | Santa Clara County | Jih               | Mariposa County | Růžice kompasu |
| Růžice kompasu | San Benito County  | Fresno County     | Madera County   | Růžice kompasu |